# Neocrepidodera simplicipes
Neocrepidodera simplicipes es una especie de insecto coleóptero de la familia Chrysomelidae. Fue descrita científicamente en 1860 por Kutschera.